# Mecocerculus minor
Mecocerculus minor là một loài chim trong họ Tyrannidae.